# Polideportivo de Tómbola
El Polideportivo de Tómbola se encuentra en la ciudad española  de Alicante, dentro de los límites del barrio de Rabasa, aunque colindante con el de Tómbola, del que toma su nombre.

## Descripción
El complejo deportivo incluye un campo de fútbol de césped artificial, una pista polideportiva y dos pistas de pádel, así como vestuarios y aseos públicos. Además, está prevista la construcción, en un terreno adyacente a las instalaciones existentes, de un pabellón polideportivo con tres pistas cubiertas y aforo para 350 personas para la práctica de baloncesto, balonmano, fútbol sala, voleibol y bádminton. Las obras incluirán la urbanización de la zona, con nueva pavimentación y espacios ajardinados.